# Sherwin Leo George
Sherwin Leo George (ur. 16 lutego 1983) – dominicki piłkarz, grający na pozycji napastnika.

## Kariera piłkarska

### Kariera klubowa
Od 2004 występuje w klubie Sagicor South East United.

### Kariera reprezentacyjna
W 2004 debiutował w narodowej reprezentacji Dominiki. Łącznie rozegrał 12 meczów.